# Combretum microphyllum
Espèce
Classification phylogénétique
Combretum microphyllum est une espèce de plantes à fleurs de la famille des Combretaceae. C'est une liane à inflorescence rouge spectaculaire, originaire d'Afrique australe. 

## Description

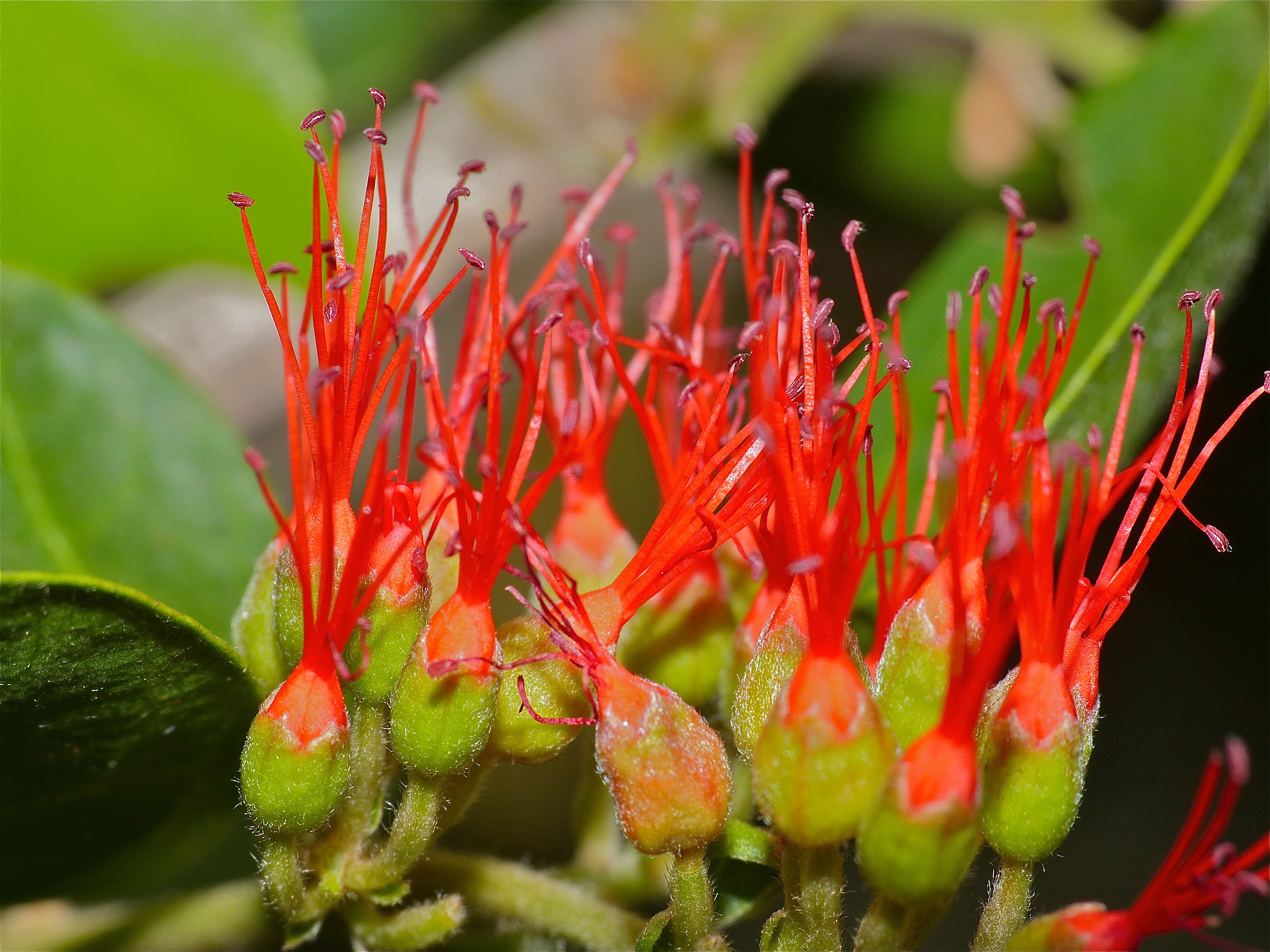
fleur.

Cet arbuste semi-grimpant robuste peut également pousser en buisson. Il mesure jusqu'à 3 m de hauteur. Il fleurit dans les régions australes d'août à novembre pendant trois semaines, avant l'apparition de nouvelles feuilles. Ses fleurs sont petites avec des pétales rouges et de longues étamines qui dépassent. Ses feuilles ovales d'un vert brillant mesurent entre 13 et 60 mm de longueur et de 13 à 50 mm de largeur. Son fruit en quatre lobes d'environ 25 mm est vert devenant jaune-brun en s'asséchant (septembre-janvier).

## Répartition et habitat
Combretum microphyllum est largement répandu dans les contrées d'Afrique du Sud, surtout dans la partie nord-est du pays, notamment au Natal. On le trouve également au Zimbabwe, au sud du Mozambique, en Tanzanie, au Malawi.
Il se plaît dans la savane sèche arborée, les zones rocheuses et le long des rivières.

## Utilisation
On les utilise pour des bouquets décoratifs. Dans les orangeries des zones tempérées, Combretum microphyllum fleurit de fin juin à septembre.
On peut admirer des sujets au jardin botanique de Pamplemousses à Maurice.